# 戴尚安
戴尚安（英語：Sean Lee-Davies，1979年2月15日—），著名影視製作人兼攝影師，是香港名媛李桂蘭（Olivia Lee-Davies）與英籍前大律師戴偉詩（Peter Davies）的三子，香港前民政事務局常任秘書李麗娟的姨甥。戴尚安在13歲的時候對攝影着迷，及後他前往英國修讀政治科學。畢業後，他先後於哥倫比亞影片公司及《Prestige》、《Asia Tatler》等雜誌社工作。此外，戴尚安亦曾為國際時裝設計師馬克·雅各布斯、荷里活巨星李奧納多·狄卡皮歐等拍攝硬照，並和多個國際名牌合作。2011年，他舉辦了個人的攝影展。2014年他開始主持無綫電視明珠台的英文節目《Tycoon Talk》，訪問不少官紳巨賈。同年，他亦參與拍攝無綫電視J2的節目《讀上癮》。在2014年前，他曾主持新加坡電視真人騷節目。

## 作品列表
- 《Tycoon Talk》
- 《地球的邊緣》（Adventures to the Edge）、《地球的邊緣2》（Adventures to the Edge 2）

## 感情生活
戴尚安曾與女裝品牌名媛孫光華女兒、Theme太子女、檸檬茶少女賴沅貞、形象設計師梁伊妮拍拖多年。他又曾與謝霆鋒胞妹謝婷婷傳過緋聞。2013年12月，戴尚安與謝婷婷因南非的慈善工作認識，二人後來互生情愫和拍拖。但戀情只維持不足一年便結束。2014年11月17日，謝婷婷表示在雙方協議下和平分開，並指做回朋友是他們的最佳選擇。

## 軼聞
戴尚安一家住在香港大潭水塘道豪宅。

## 外部連結
- Tycoon Talk - About The Host （页面存档备份，存于）（英文）